# Rio del Mondo Novo

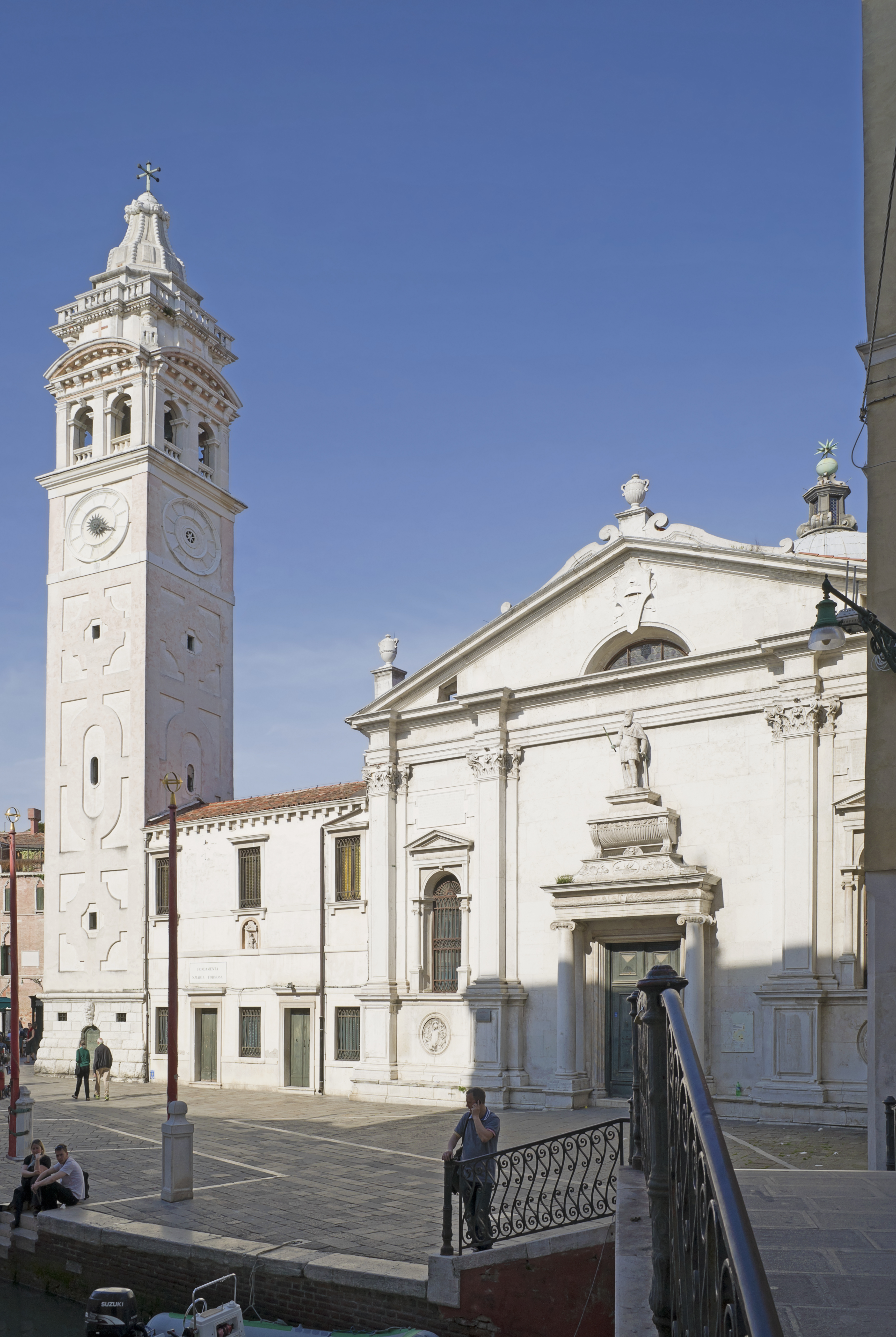
L'église et le campo Santa Maria Formosa

Le rio del Mondo Novo (Nuovo en italien) est un canal de Venise dans le sestiere de Castello. 

## Description
Le rio del Mondo Novo a une longueur de 246 mètres. Il prolonge les rio de la Canonica et de San Zulian vers le nord-est, tourne ensuite vers le nord-ouest au carrefour avec les rii de S.M. Formosa et de San Zaninovo pour rejoindre le rio del Piombo.

## Toponymie
Le nom proviendrait d'un magasin ou marchand de vin proche qui, vers 1590, s'appela el Mondo Novo.
Le Mondo Novo réfère au nouveau monde, découvert à la fin du XVe siècle.

## Situation
Le rio longe sur son flanc nord-est :
- Le rio del Pestrin ;
- la fondamenta dei Preti ;
- La Casa Venier ;
- le campo de l'église Santa Maria Formosa;
- la Scuola dei Bombardieri.

Sur son flanc sud-ouest :
- le Palazzetto Foscari Mocenigo ;
- la Palazzetti Venier.

## Lieux et monuments

### Ponts
Ce rio est traversé par des ponts, du sud au nord :

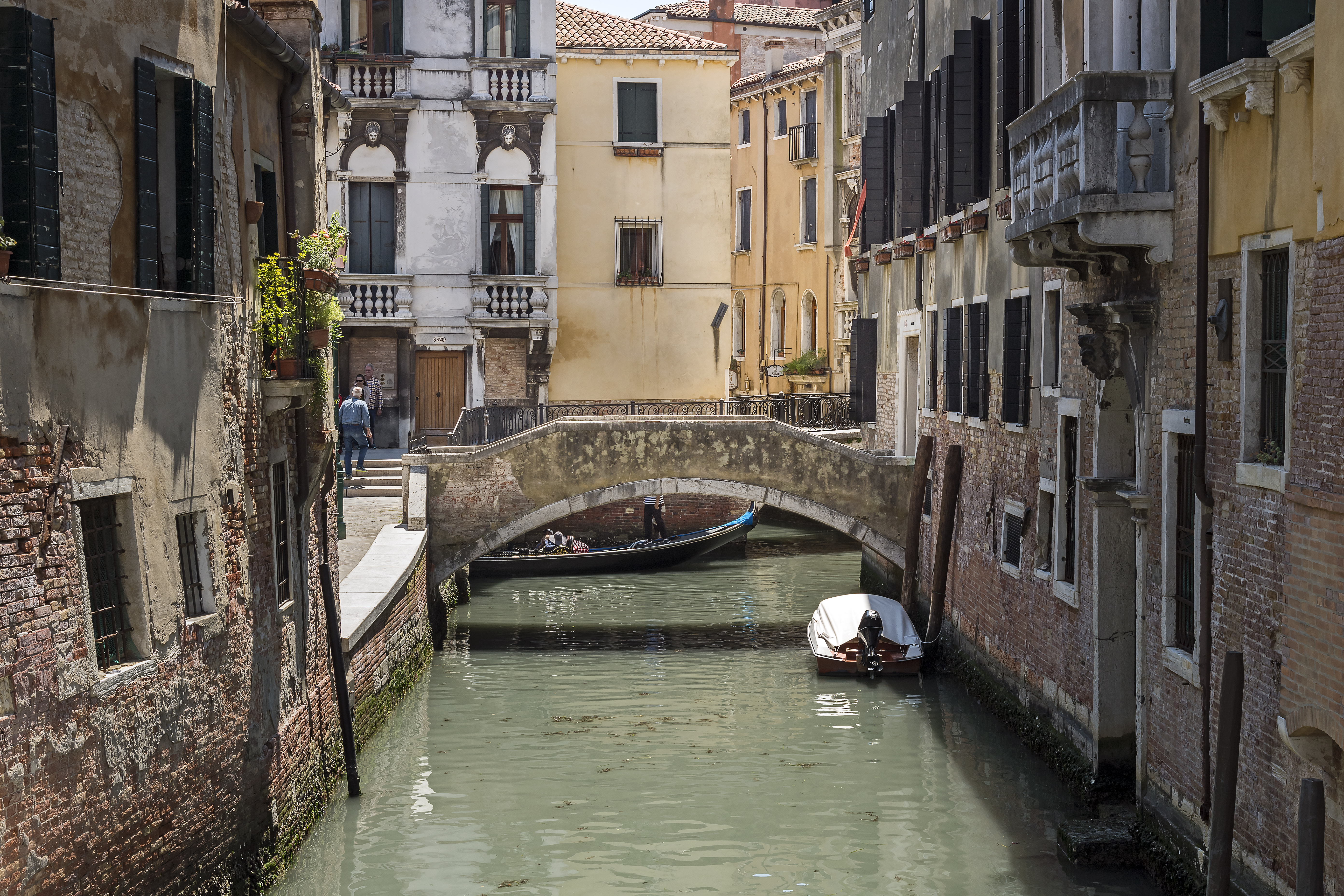
Le pont privé du Campiello Querini Stampalia
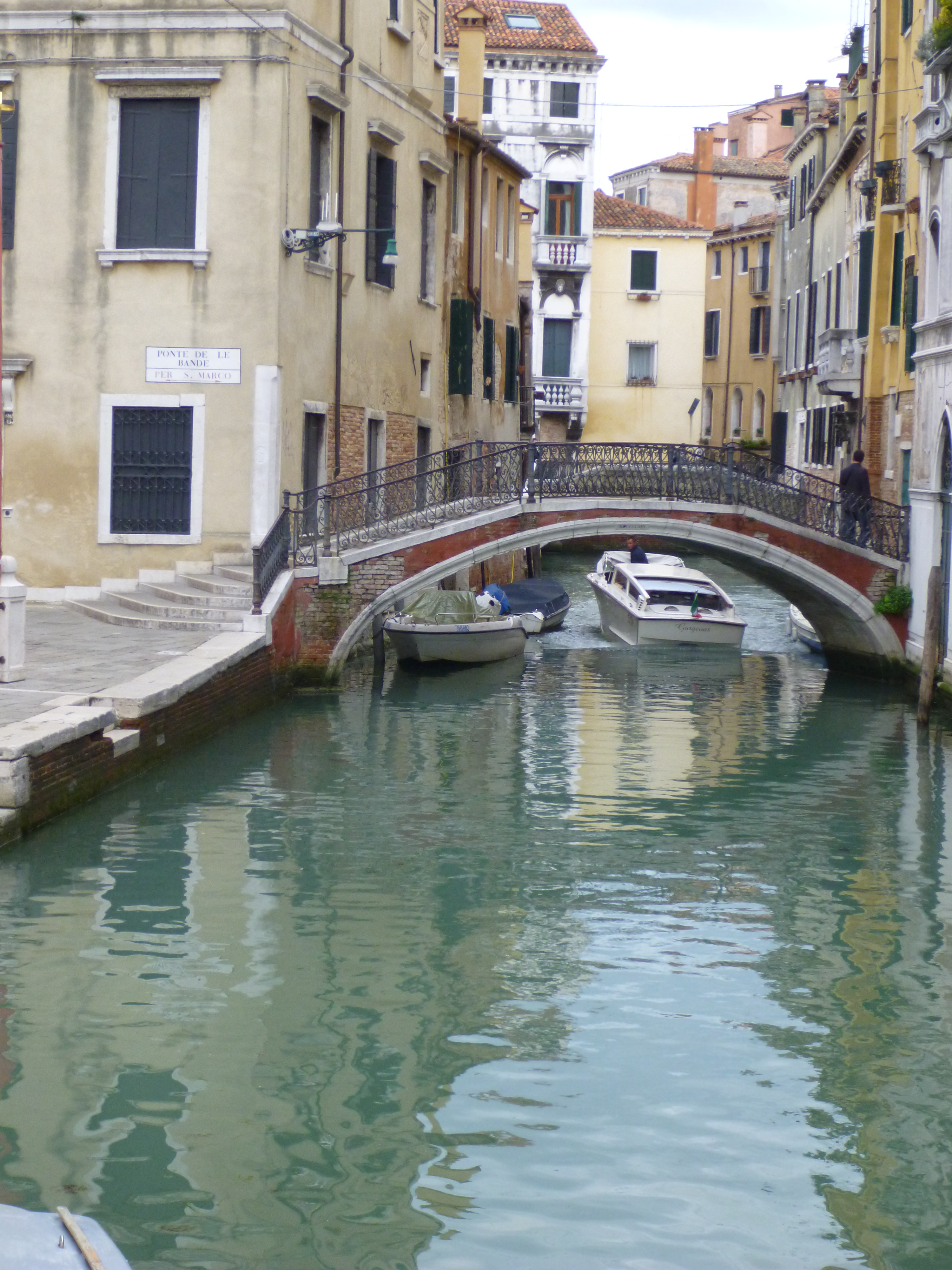
Ponte de le Bande. Il devrait son nom à ses parapets, premiers à Venise. Le pont relie la calle éponyme et le campo Santa Maria Formosa
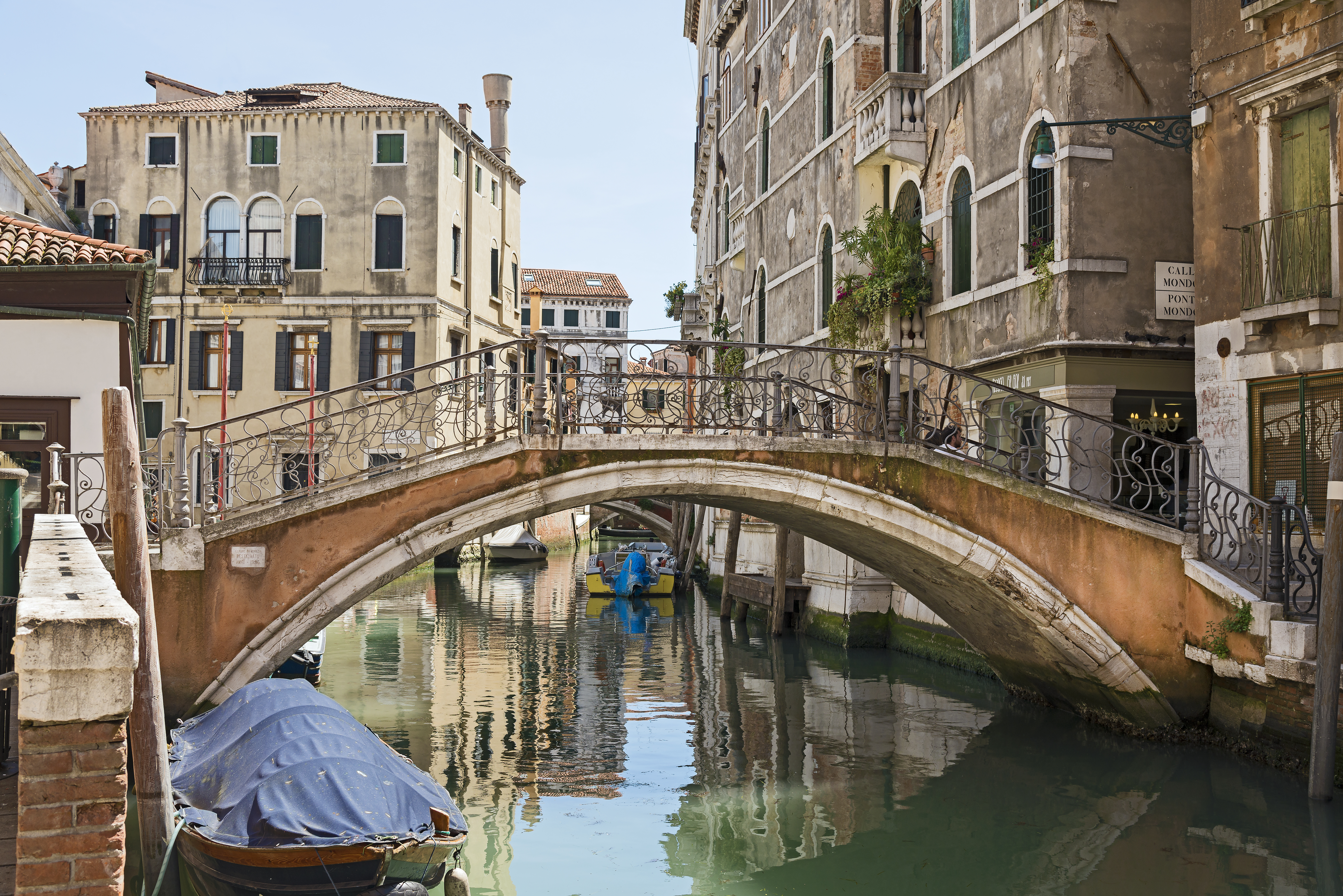
ponte del Mondo Novo, reliant la calle éponyme à la fondamenta Santa Maria Formosa
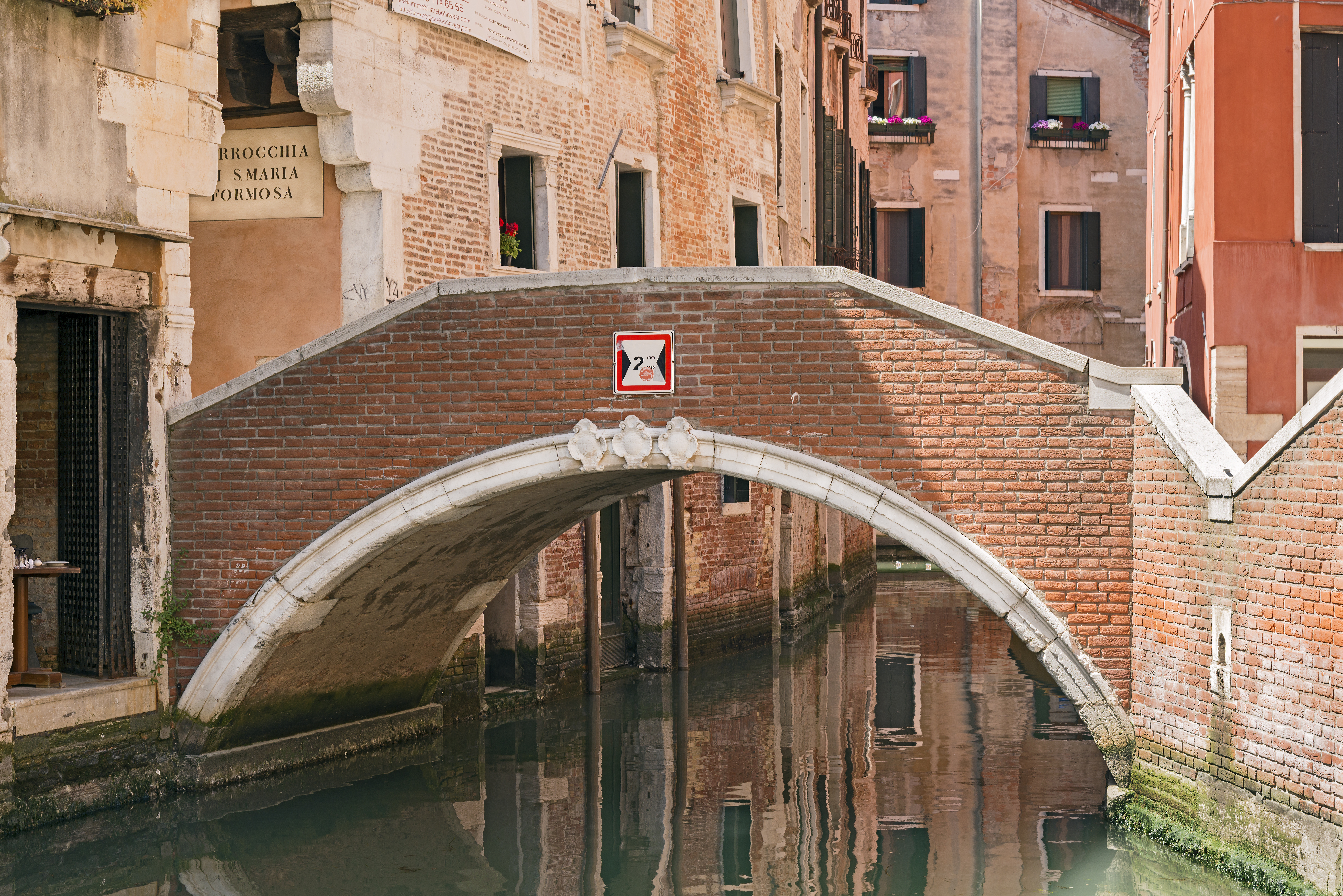
Ponte del Paradiso [1] reliant la calle éponyme à la Fondamenta del Dose
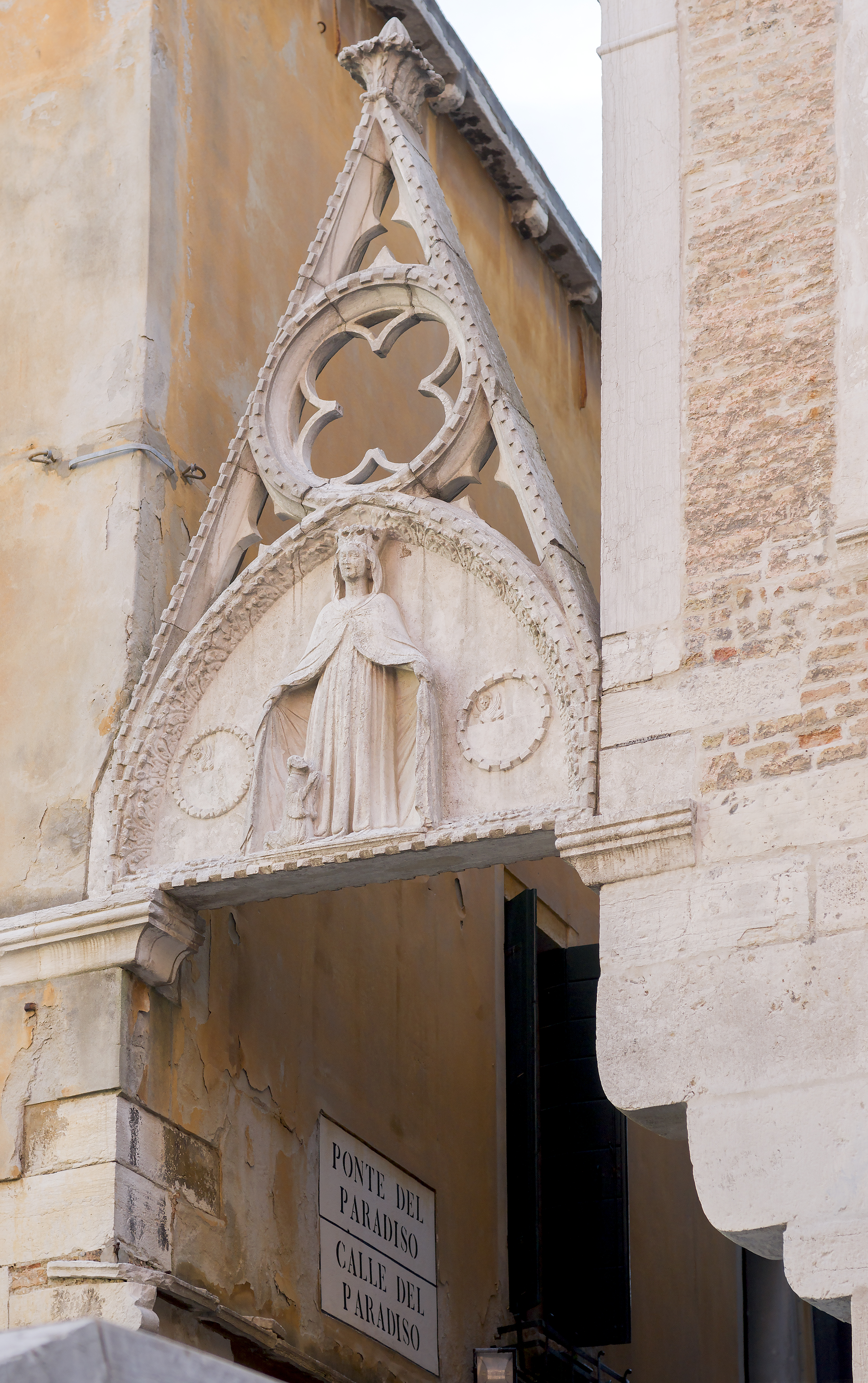
Arche d'accès au pont du paradis